# میل پای میل
میل پای میل، روستایی در دهستان رودزیر بخش علا شهرستان صیدون در استان خوزستان ایران است.

## جمعیت
بر پایه سرشماری عمومی نفوس و مسکن در سال ۱۳۹۵، جمعیت این روستا برابر با ۱۴۶ نفر (۳۶ خانوار) بوده‌است.